# Přehrada Sardé Band
Přehrada Sardé Band (paštunsky: د سردې بند برېښناکوټ) se nachází poblíž města Sardé Band ve východní části okresu Andár v provincii Ghazní v Afghánistánu. Byla postavena v roce 1967 (1346 v islámském kalendáři) Sovětským svazem a Afghánistánem za vlády Muhammada Záhira Šáha před sovětsko-afghánskou válkou. Přehrada poskytla po dokončení vodu na zavlažování pro více než 67 000 džeribů půdy. Maximální kapacita nádrže je 259 milionů metrů krychlových vody.
Do přehradního systému patří zemní hráz, nátok, přeliv, jeden hlavní kanál a administrativní budovy.
Přehradní nádrž Sardé Band je napájena řekou Džilga, která teče ze severu na jih z provincií Paktíka a Paktíja.

## Kontext
Přehrada je symbolem sovětské pomoci Afghánistánu před invazí a následnou okupací v letech 1979 až 1989. Podle C. J. Chiverse z New York Times: „Moskva stavěla školy, silnice, letiště a přehrady a sponzorovala také ministerstva. Sovětští představitelé rekrutovali studenty a byrokraty na všechny druhy školení a zvali elitu země a její důstojnické, státní a intelektuální třídy na dlouhá studijní období v Sovětském svazu. Vzdělávání, rozvoj a modernizace – jako tato přehrada, která stále ovlivňuje jak protipovodňovou kontrolu, tak zavlažování na dolním toku – sehrály nemalou roli v afghánské politice Kremlu, která nakonec selhala.“
Přehrada Sardé Band byla postavena ve stejném období jako Vysoká přehrada v Asuánu v Egyptě, což naznačuje rozsáhlejší sovětskou strategii pro rozvoj národů třetího světa, které se tak snažil Sovětský svaz dostat pod svou sféru vlivu.

## Vojenská činnost
Přehrada Sardé Band byla domovem sovětské posádky během jejich okupace Afghánistánu v 80. letech 20. století. Nedaleko přehrady Sardé Band je opuštěné letiště Sardé Band, které bylo používáno během sovětské okupace. Vraky trupů sovětských tanků, obrněných transportérů a další těžké techniky zde byly k roku 2012 stále přítomny. Jak afghánská, tak americká armáda základnu v Sardé Band využívaly.